# Chuck Yeager

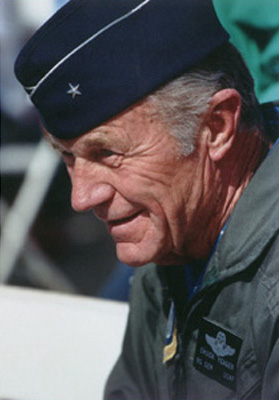
Yeager in 2000

Charles Elwood (Chuck) Yeager (Myra, 13 februari 1923 – Los Angeles, 7 december 2020) was een Amerikaans gevechtspiloot in de Tweede Wereldoorlog, testpiloot en generaal. In 1947 werd hij de eerste piloot waarvan vaststaat dat die in een horizontale vlucht door de geluidsbarrière vloog.

## Piloot
Yeager doorbrak de geluidsbarrière op 14 oktober 1947 in een Bell X-1-vliegtuig. Er wordt echter wel beweerd dat Yeager niet de eerste was. Zo zou de Duitse piloot Hans Guido Mutke op 9 april 1945 in een Messerschmitt Me 262 als eerste sneller hebben gevlogen dan het geluid. Een andere claim is afkomstig van de Amerikaanse piloot George Welch die door de geluidsbarrière brak in zijn XP-86 Sabre, twee weken voor de recordvlucht van Yeager. Dertig minuten voordat Yeager zijn beroemde vlucht maakte vloog George Welch opnieuw door de geluidsbarrière, maar in een duikvlucht. De Amerikaanse luchtmacht (USAF) zei dat Yeager en zijn X-1 de eerste waren die de geluidsbarrière braken in een horizontale vlucht. Hij raakte bevriend met Jacqueline Cochran en coachte haar ook gedurende enige tijd voor haar recordpogingen. Cochran was de eerste vrouw die de geluidsbarrière wist te doorbreken.
Kolonel Chuck Yeager werd onderscheiden met de Army Distinguished Service Medal.
In de film The Right Stuff (1983), over de pionierstijd van de ruimtevaart, vormen de prestaties van Yeager een rode draad in het verhaal. Hij wordt daarin vertolkt door acteur Sam Shepard. Yeager komt ook zelf kort in de film voor als barkeeper van Pancho's Place.

## Militaire loopbaan
- Private, United States Army Air Forces: 12 september 1941[3]
- Private First Class, United States Army Air Forces: december 1941[3]
- Corporal, United States Army Air Forces: december 1941[3]
- Sergeant, United States Army Air Forces: 12 juli 1942[3]
- Second Lieutenant, United States Army Air Forces: 10 maart 1943[3]
- First Lieutenant, United States Army Air Forces: juli 1944[3]
- Captain, United States Army Air Forces: oktober 1944[3]
- Major, United States Air Force: 1951[4]
- Lieutenant Colonel, United States Air Force: 1958[3]
- Colonel, United States Air Force: 1966[3][4]
- Brigadier General, United States Air Force: 1 augustus 1969 (vanaf 22 juni 1969)[5][4]

## Decoraties
- U.S. Air Force Command Pilot Badge
- Air Force Distinguished Service Medal[5]
- Silver Star met bronzen Oak Leaf Cluster[4][5]
- Legion of Merit met bronzen Oak Leaf Cluster[5]
- Distinguished Flying Cross met twee bronzen Oak Leaf Clusters[4][5]
- Bronze Star met Bronzen Valor Device[4]
- Purple Heart[5]
- Air Medaille met 10 Oak Leaf Clusters[5]
- Air Force Commendation Medal[5]
- Presidentiële Eenheids Onderscheiding (United States) met bronzen Oak Leaf Cluster[5]
- Air Force Outstanding Unit Award[5]
- Presidential Medal of Freedom
- Congressional Silver Medal
- Collier Trophy
- Harmon Trophy
- Mackay Trophy
- Amerikaanse Defensie Service Medaille
- Amerikaanse Campagne Medaille[4]
- Europa-Afrika-Midden Oosten Campagne Medaille met zilver en drie bronzen Service Sterren[4]
- World War II Victory Medal[4]
- MacKay Trophy in 1948[5]
- Collier Trophy in 1948[5]
- Harmon International Trophy in 1954[5]

## Externe link

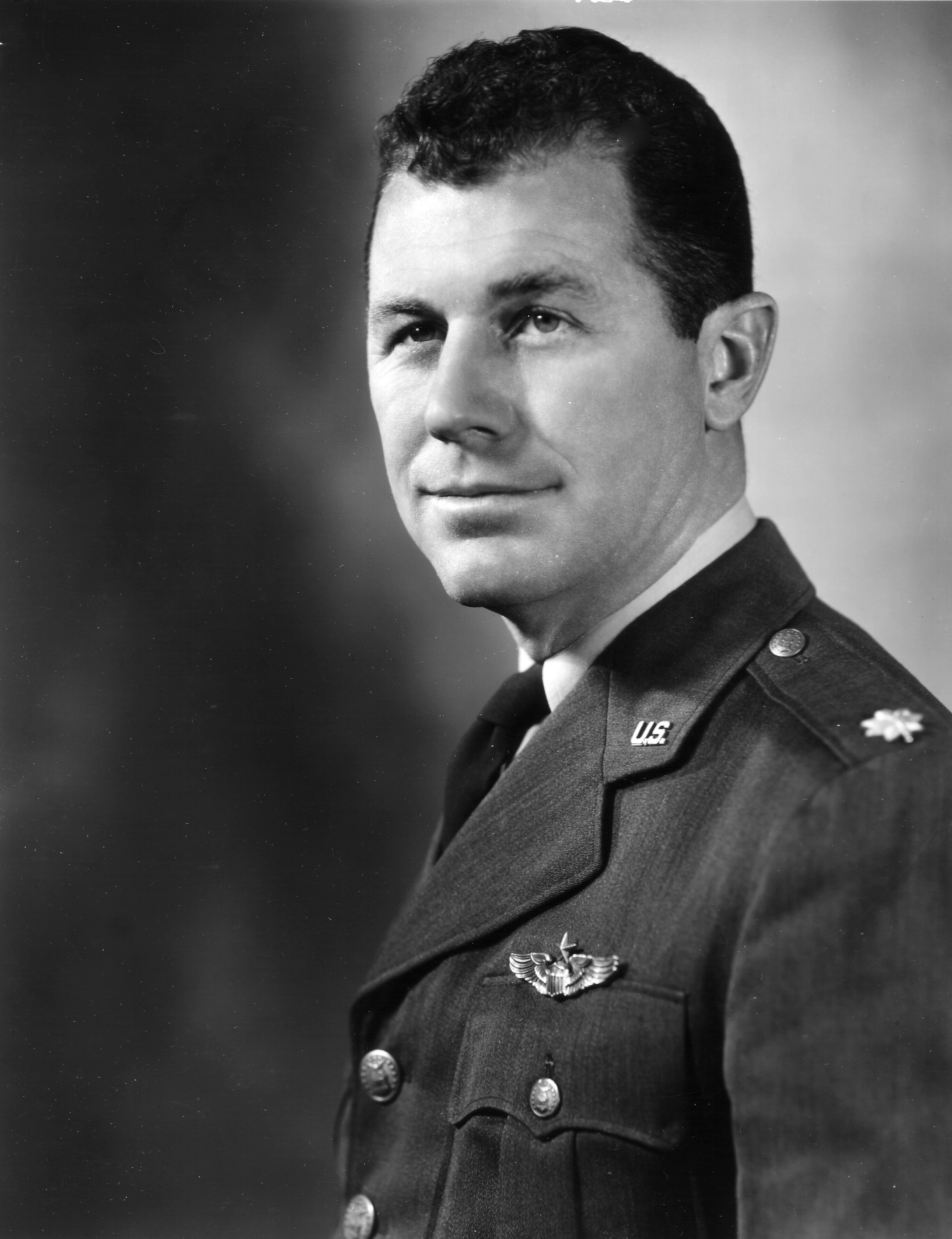
Yeager in 1950
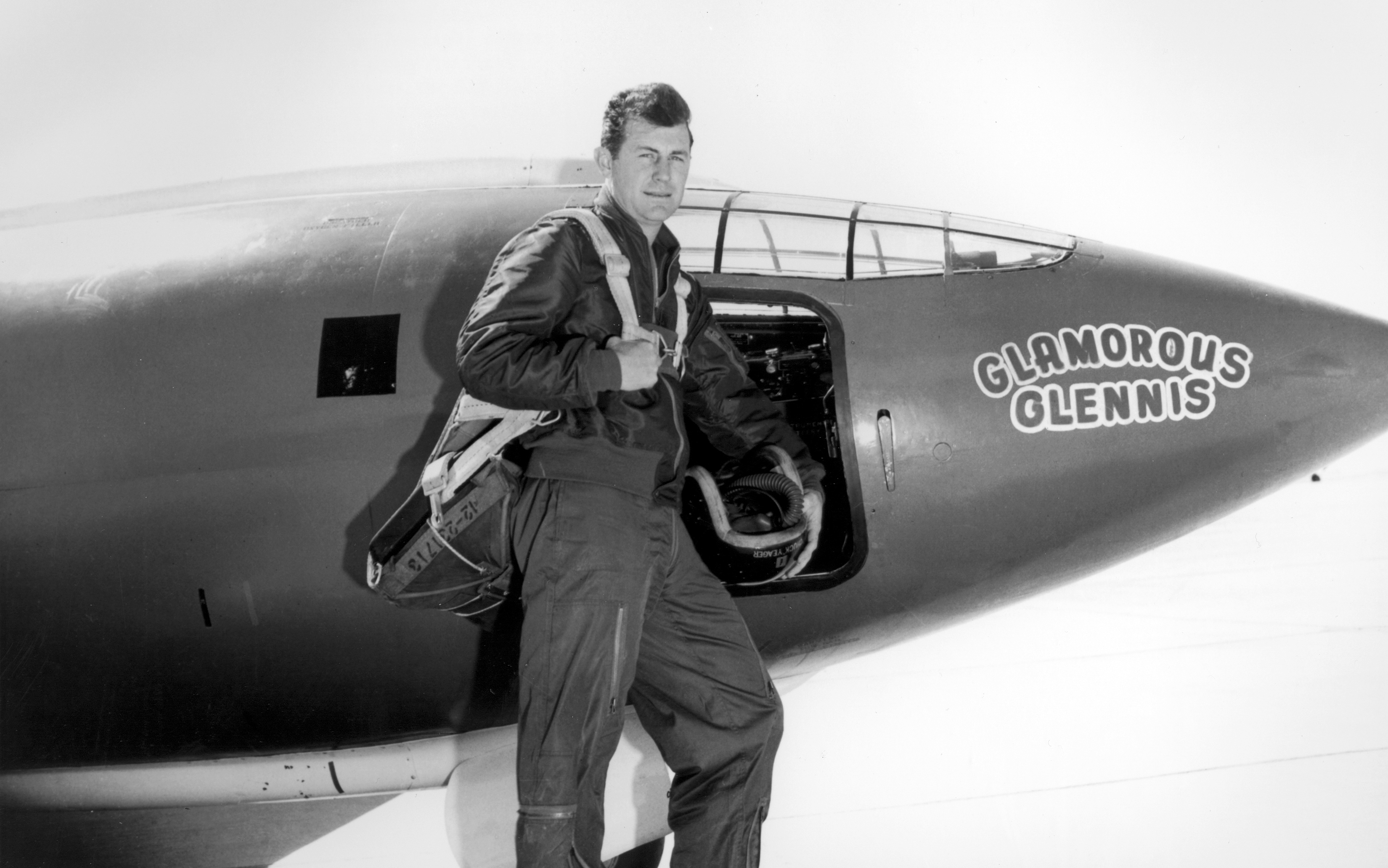
Yeager bij X-1 nr 1 genaamd naar zijn vrouw: "Glamorous Glennis"
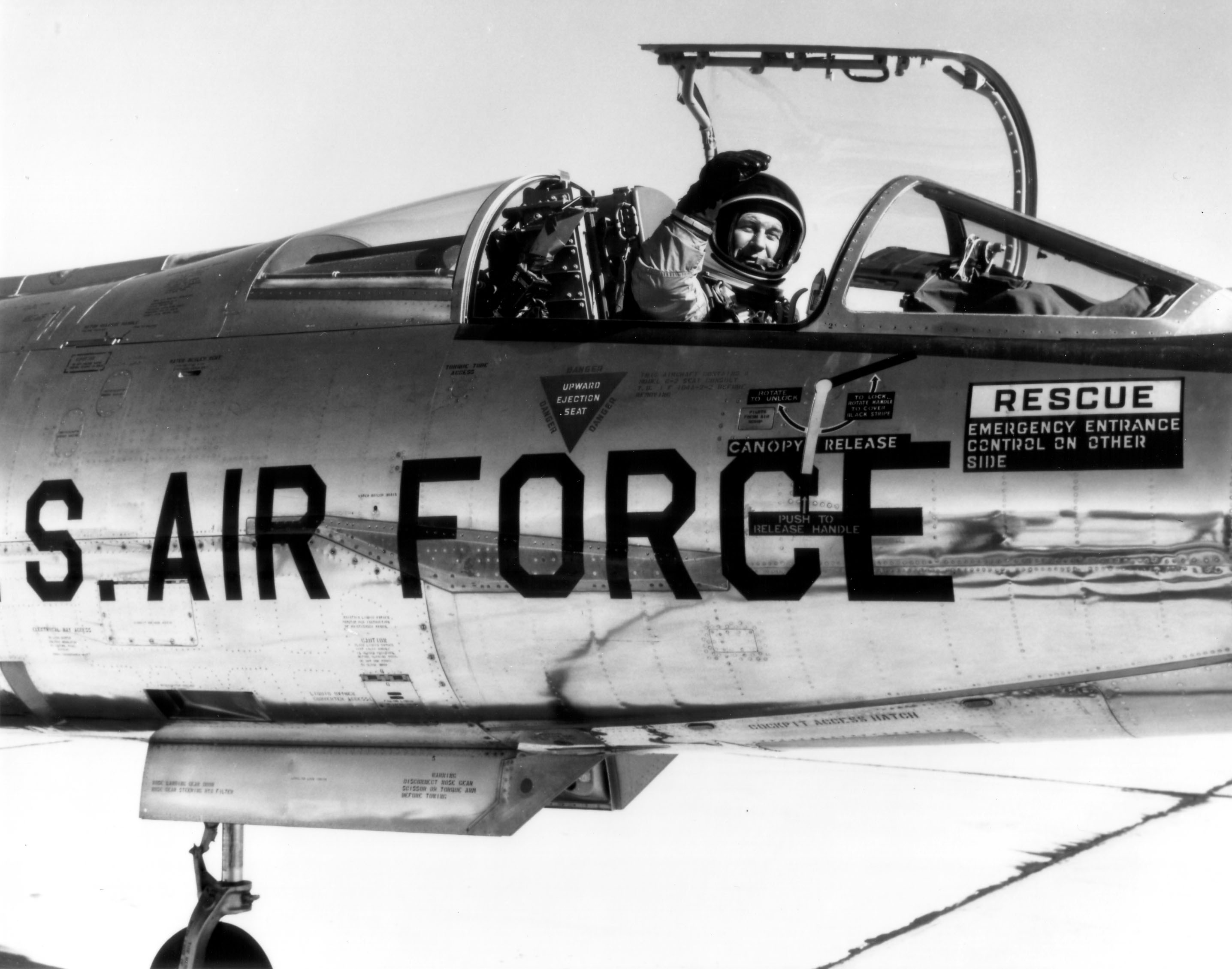
Chuck Yeager in een F-104 Starfighter
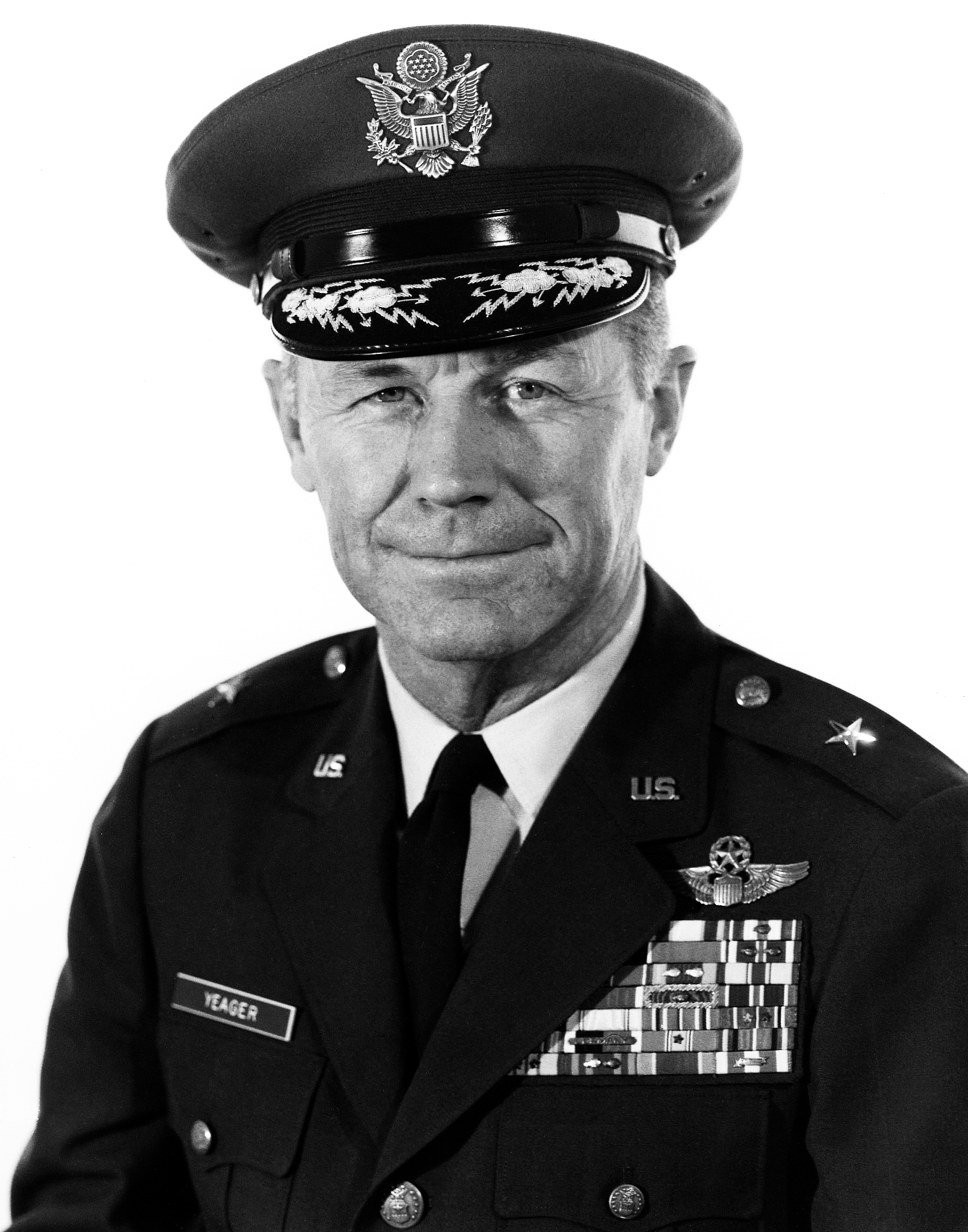
Brigadegeneraal Chuck Yeager